# Erich-Heinrich Clößner
Erich-Heinrich Clößnerr (17. september 1888 – 28. marts 1976) var en tysk general under Anden Verdenskrig. Han var modtager af ridderkorset af jernkorset i Nazityskland. Han blev fanget af de allierede styrker i 1945, og blev løsladt i 1947.

## Titler
- Ridderkorset af jernkorset den 29. september 1940 som generalleutnant og kommandør for 25. Infanteri-division [1]
- German Cross in guld den 15. juli 1942 som General der Infanterie og kommanderende general for LIII. Armeekorps [2]